# Arend Friedrich August Wiegmann
Pour les articles homonymes, voir Wiegmann.
Arend Friedrich August Wiegmann est un zoologiste allemand, né le 2 juin 1802 à Brunswick et mort le 15 janvier 1841 à Brunswick de tuberculose.

## Biographie
Il est le fils du botaniste allemand Arend Friedrich Wiegmann (1771-1853). Wiegmann fait des études de médecine et de philologie à l'université de Leipzig puis à celle de Berlin où il assiste aux cours de Martin Heinrich Karl Liechtenstein (1780-1857) lequel, en plus de sa chaire de médecine, était directeur du museum de zoologie de Berlin.
Wiegmann devient professeur à Cologne en 1828 et deux ans plus tard professeur de zoologie à l'université Humboldt de Berlin où il eut Rodolfo Amando Philippi comme élève.
Il étudie principalement l'herpétologie, la mammalogie et la carcinologie.
Son fils, né en 1836, Carl Arend Wiegmann, est également un zoologiste.
Il signe avec Johann Friedrich Ruthe (1788-1859) un fameux manuel de zoologie, Handbuch der Zoologie (Berlin, 1832, 621 pages). Il participe également à la fondation, en 1835, d'une importante revue d'histoire naturelle, Archiv für Naturgeschichte.
Il fait paraître en 1834, Herpetologia Mexicana, une importante monographie sur les reptiles du Mexique. La même année, il rédige la partie sur les amphibiens du compte rendu scientifique de l'expédition autour du monde du navire prussien, Princess Louise.